# 美洲綠鷺
是分佈在北美洲和中美洲的一种鹭科動物。绿鹭比较小，体长约44 cm（17英寸）。美洲绿鹭的棲息地位於低洼地带的小湿地。它們更喜歡夜间活动。美洲绿鹭是少数已知会使用工具捕魚的鸟类。